# Talc
Le talc est une espèce  minérale composée de silicate de magnésium doublement hydroxylé de formule Mg3Si4O10(OH)2, pouvant contenir des traces de nickel, de fer, d'aluminium, de calcium, de sodium et d'autres silicates magnésiens comme l'amiante.

## Historique de la description et appellations

### Inventeur et étymologie
Georgius Agricola décrit ce minéral en 1546, mais il est connu depuis l’antiquité. Son nom vient du  persan : طلق (talq). Emprunté à l'arabe talq, le mot aurait été introduit par Bernard Palissy en 1560.

### Synonymie
Il existe plusieurs synonymes :
- agalite ;
- agalmatolite ;
- colubrine ;
- kérolite[10] ;
- lapis specularis ;
- lardite (d'après Wallerius) ;
- mussolinite ;
- ollite ;
- stéatite : ce terme désigne en fait une roche dont le constituant essentiel est le talc.

## Caractéristiques physico-chimiques

### Critères de détermination
Le talc est sécable et très mou, avec une dureté suivant l'échelle de Mohs de 1. Son toucher gras est caractéristique. Densité de 2,5-2,8. Il possède un éclat gras à nacré, est translucide à opaque et ses couleurs vont de blanc à gris ou vert pomme.

### Variété
La beaconite est une variété asbestiforme provenant de la mine Beacon à Champion dans le comté Marquette, état du Michigan (USA).

### Cristallographie
Il existe deux polytypes du talc, le talc 1A et le talc 2M.
Le talc 1A cristallise dans le système cristallin triclinique. Il a été décrit dans le groupe d'espace non conventionnel C1, mais sa symétrie est P1 (no  2). Ses paramètres dans la maille non conventionnelle sont a = 529,0 pm, b = 917,3 pm, c = 946,0 pm, α = 90,46°, β = 98,68° et γ = 90,09°, conduisant à un volume de maille V de 0,453 77 nm3 et une masse volumique calculée de 2,77 g/cm3. Le talc 1A contient Z=2 unités formulaires par maille.
Le talc 2M cristallise dans le système cristallin monoclinique, de groupe d'espace C2/c (no  15), avec Z=4 unités formulaires par maille. Ses paramètres de maille sont a = 526 pm, b = 910 pm, c = 1 881 pm et β = 100,08°, conduisant à un volume de maille V de 0,886 46 nm3 et une masse volumique calculée de 2,84 g/cm3.

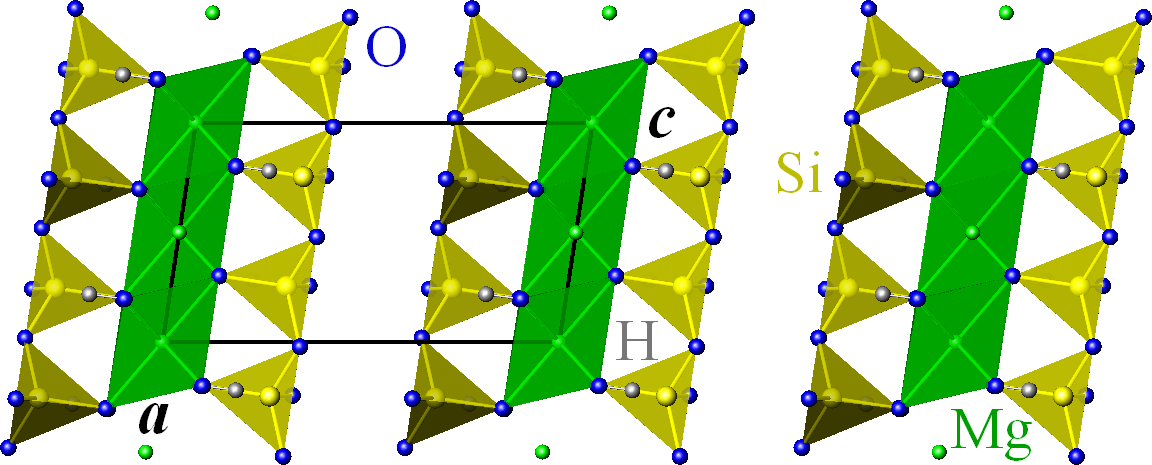
Structure du talc 1A projetée selon la direction b. Vert : Mg, jaune : Si, bleu : O, gris : H. Deux mailles sont représentées dans la direction c.
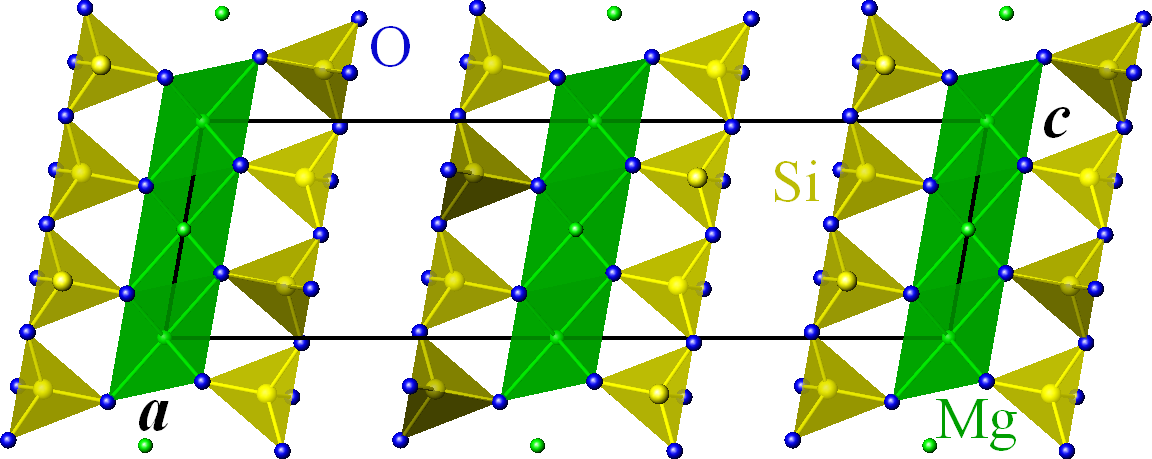
Structure du talc 2M projetée selon la direction b. Vert : Mg, jaune : Si, bleu : O. Les atomes d'hydrogène ne sont pas représentés.

### Chimie et propriétés physiques
C'est le pôle magnésien de ce minéral composé de silicate de magnésium doublement hydroxylé que l'on appelle talc. Son pôle ferreux est appelé minnésotaïte. Ainsi, la proportion en magnésium est l'un des paramètres définissant la pureté du talc.
Le talc se présente en feuillets ; les cristaux isolés (monocliniques) sont rares. Il a un clivage de base parfait, le folia[réf. nécessaire] non élastique cependant légèrement flexible.

## Gîtes et gisements

### Gîtologie et minéraux associés
Le talc résulte de l'altération de silicates de magnésium comme les pyroxènes, les amphiboles, l'olivine et d'autres minéraux similaires. Il se trouve communément dans des roches métamorphiques, souvent d'un type alcalin dû à l'altération des silicates sus-indiqués.

### Gisements producteurs de spécimens remarquables
En France, la carrière de talc de Trimouns, près de Luzenac dans l’Ariège, est la plus importante au monde (400 000 tonnes extraites par an). Elle a donné des groupes de cristaux remarquables associés à des cristallisations de terres rares.
Il y a aussi de nombreuses mines au Canada (deux mines en Ontario et une au Québec, le Canada produit environ 80 000 t/an), aux États-Unis, en Australie, en Chine, etc..

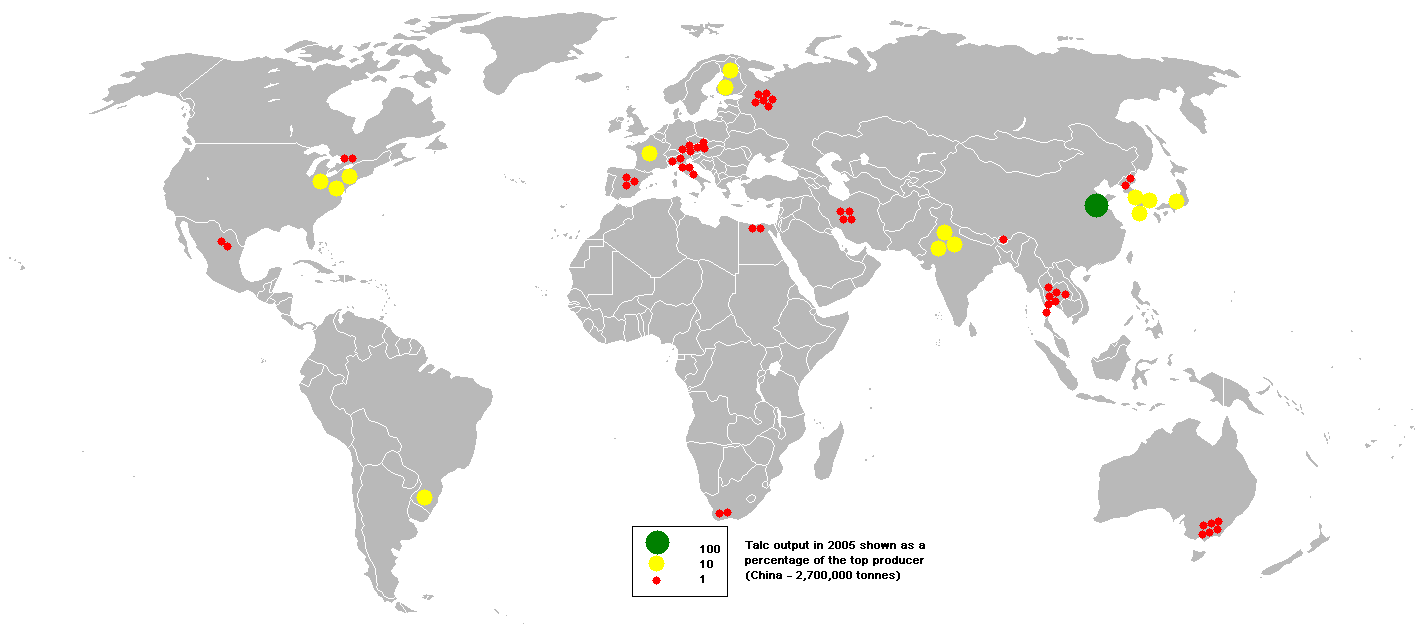
Principaux pays producteurs en 2005.
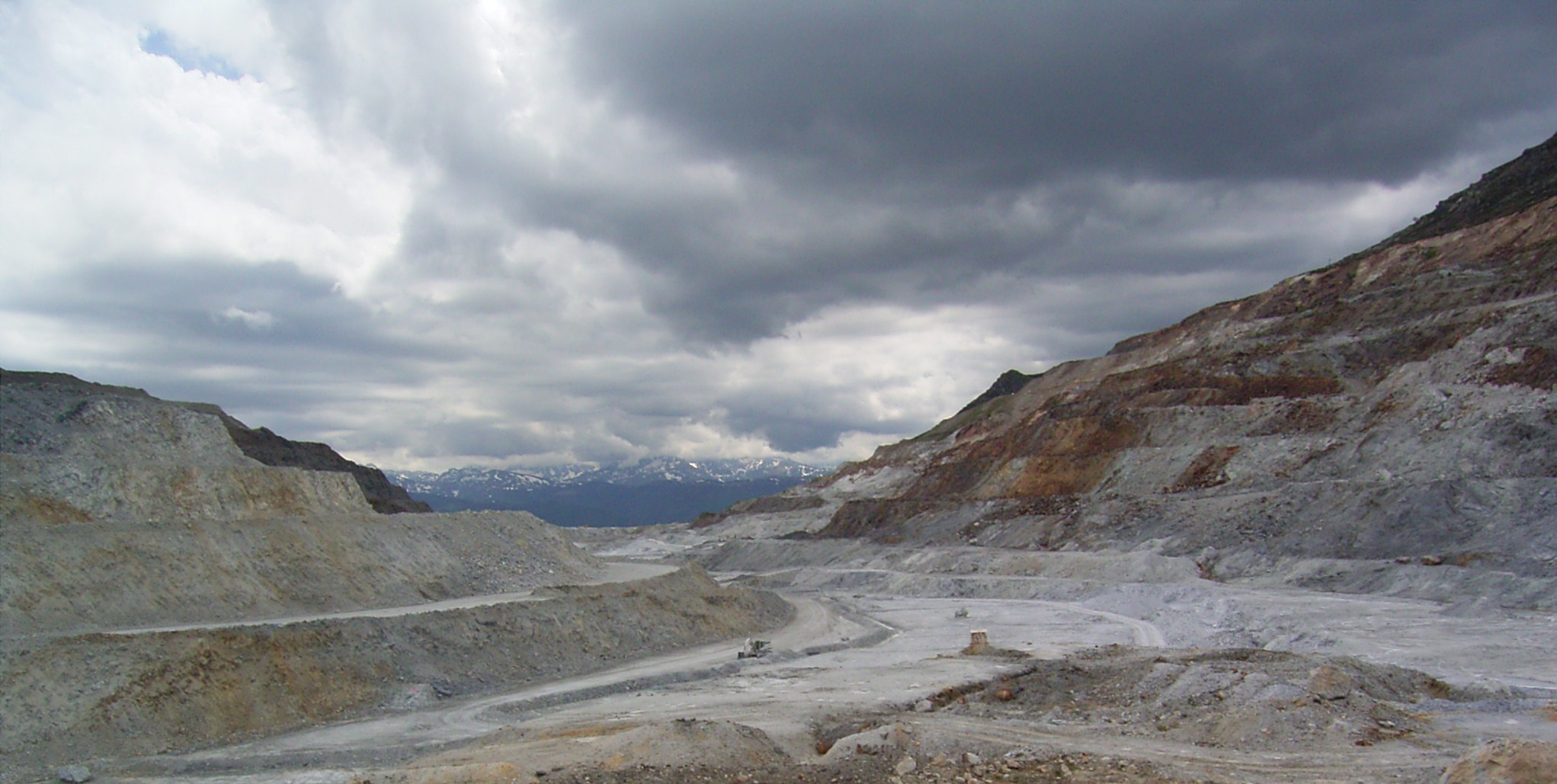
Carrière de Trimouns près de Luzenac.
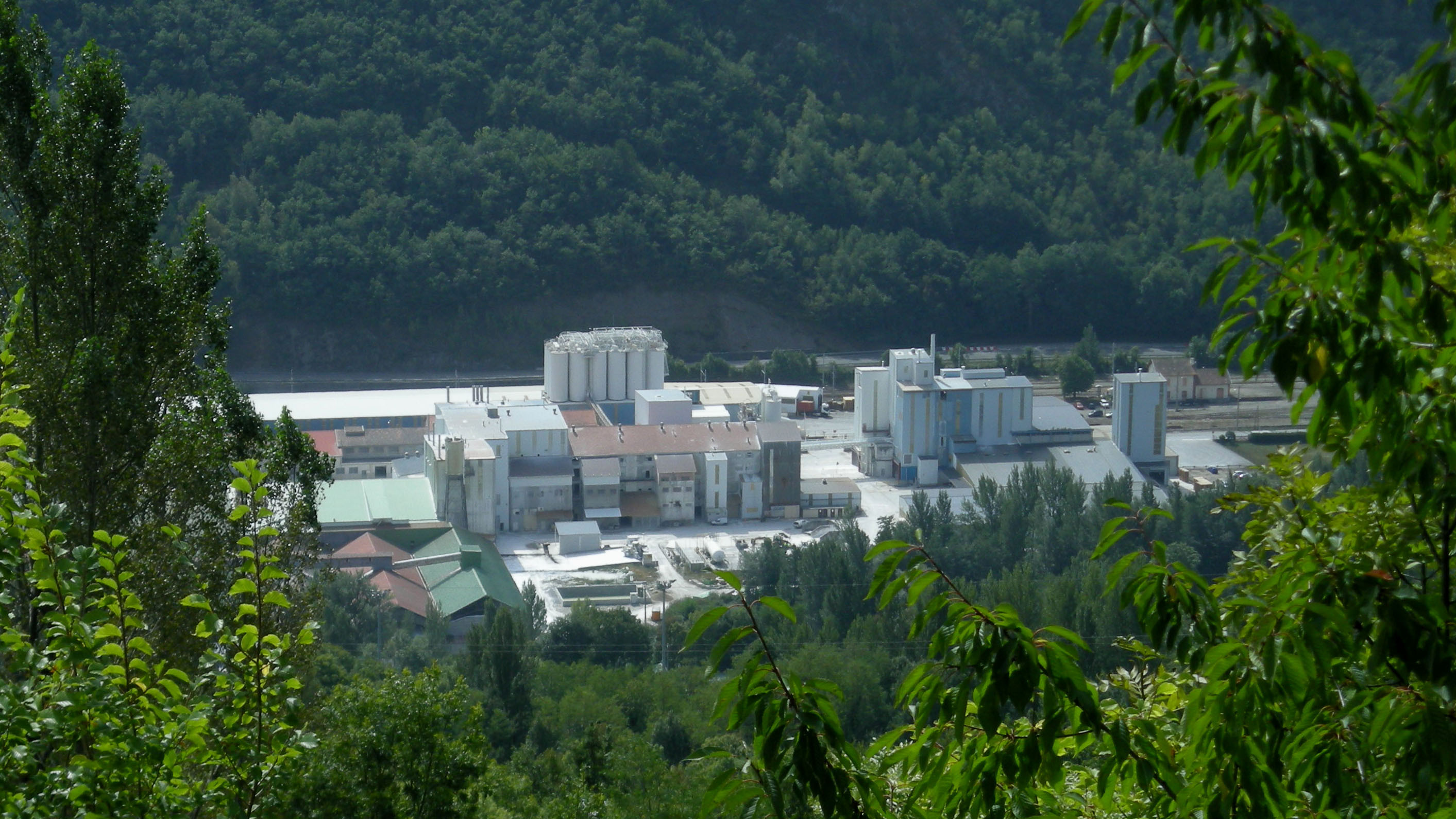
L'usine de Luzenac (Ariège).

## Utilisations

Collier en perles de stéatite - Muséum de Toulouse.

Il existe plusieurs utilisations du talc :
- dans l'industrie pharmaceutique, il est utilisé comme excipient dans certains médicaments, le plus souvent comme lubrifiant ;
- en cosmétique, principalement pour ses propriétés absorbantes, comme poudre à talquer ;
- dans l'agro-alimentaire comme anti-agglomérant, principalement dans les colorants au maximum de 5 % (numéro E553b[17]) ;
- comme charge dans la fabrication du papier ;
- dans la fabrication du caoutchouc ;
- pour les peintures, la céramique, etc. ;
- la stéatite, roche dont le talc est le constituant essentiel, est ou a été utilisée comme matériau de fours, d'éviers, de centraux électriques, d'habillage de résistances électriques (chauffe-eau), dans la construction d'un poêle de masse, etc. ;
- il est utilisé comme craie par les tailleurs, mais surtout par les soudeurs, formeurs, chauffagistes ou chaudronniers sous le nom de « pierre à feu » ou « craie de Briançon » (une « craie » classique disparait sous la flamme, pas le trait de stéatite qui doit être un minéral pur et ne se consume pas comme la craie) ;
- en chirurgie, le talc est utilisé pour rétablir le contact entre la plèvre thoracique et la plèvre pulmonaire, en particulier à la suite d'un pneumothorax ; le talcage pleural provoque une légère réaction inflammatoire qui rétablit l'adhésion normalement assurée par une pression légèrement négative ;
- pour la modélisation de phénomènes physiques, tels que les avalanches ;
- pour la validation du degré de protection des enveloppes d'appareillages classés IP5x ou IP6x selon la norme EN 60529 (Indice de protection).

En 2009, une étude indique la répartition d'emploi suivante, par secteur industriel :
- industries de céramique 31 % ;
- papier 21 % ;
- peinture 19 % ;
- toiture 8 % ;
- plastique 5 % ;
- caoutchouc 4 % ;
- cosmétique 2 % ;
- autres 10 %.

### Précautions d'emploi
Le Centre international de recherches sur le cancer (CIRC) classe le talc non asbestiforme (la majorité) dans le groupe 3 (inclassable quant à sa cancérogénicité pour l’homme), le talc pour le corps (usage périnéal) est classé 2B (potentiellement cancérogène pour l'homme).
Sans être considéré comme un amiante, le talc peut revêtir une structure fibreuse (beaconite). En outre, le talc extrait peut receler une part de fibres d'amiante naturelle. Toutefois, l'étude menée par l'Anses en 2012 aboutit aux conclusions selon lesquelles :
- « les études épidémiologiques et toxicologiques n’ont pas permis de se prononcer sur la cancérogénicité du talc contaminé par des fibres d’amphiboles (ATA) non asbestiformes (fragments de clivage) » ;
- « il n’existe pas actuellement de méthodes fiables et reproductibles pour différencier de façon simple les fragments de clivage des fibres asbestiformes, quelle que soit la nature de l’échantillon » ;
- « La connaissance de l’origine géologique des gisements de talc pourrait permettre de prédire la présence ou l’absence d’amphiboles. Cette information n’est pas accessible pour nombre de gisements. De plus, il n’est pas possible, dans nombre de cas, de tracer les origines des talcs commercialisés ou présents dans les produits mis sur le marché en France. »

Santé Canada et Environnement et Changement climatique Canada ont produit une ébauche d’évaluation préalable du talc dans le cadre du Plan de gestion des produits chimiques. Cette ébauche d’évaluation préalable est fondée sur les plus récentes données scientifiques.
L’ébauche d’évaluation préalable décrit les sources de préoccupation éventuelles :
- inhalation de particules fines de talc résultant de l’utilisation de poudres libres comme des poudres pour bébé, pour le corps, pour le visage et pour les pieds, qui peuvent causer des lésions pulmonaires ;
- exposition des parties génitales des femmes à des produits contenant du talc comme de la poudre pour le corps, de la poudre pour bébé, des crèmes pour les irritations et l’érythème fessier, des antisudorifiques et des déodorants génitaux, des lingettes pour le corps et des bombes pour le bain.

### Crises sanitaires
- En France, durant les années 1970, un lot de talc de la marque Morhange contient, à la suite d'une erreur de manipulation, une quantité imprévue du puissant bactéricide hexachlorophène, ce qui conduit à la mort de 36 enfants et à l'intoxication de 168 autres. L'affaire, portée en justice, est connue sous le nom d'affaire du talc Morhange.
- Aux États-Unis, en mai 2016, le fabricant de talc Johnson & Johnson est poursuivi en justice pour n'avoir pas suffisamment informé ses clients du risque cancérogène lié à l'utilisation du talc[23].
- Au Canada, en décembre 2018, « la ville d’Ottawa réfléchit à la restriction, ou l’interdiction de certains produits à base de talc en vente libre » après une étude menée par Santé Canada et Environnement et Changement climatique Canada selon laquelle l'inhalation et l'exposition du talc sur les parties génitales des femmes peuvent nuire à la santé humaine[24],[22],[25].

## Dans la culture
C'est le minéral officiel (en) de l’État du Vermont, aux États-Unis.